# Thomas Voeckler
Thomas Voeckler (født 22. juni 1979 i Schiltigheim, Frankrig) er en fransk tidligere professionel cykelrytter, og har været det siden 2001. Han cyklede for holdet for Europcar. Tidligere har han kært for Bouygues Télécom-holdet, tidligere kendt som Brioches la Boulangère og Bonjour. Han kommer fra Alsace-regionen, men flyttede senere til Martinique), hvor han fik øgenavnet "petit blanc" på grund af hans lille statur og blege hud. Han opfattes af mange som Frankrigs kæledægge (le chouchou) på grund af hans unge udseende og hans vane med at stikke sin tunge ud under cykelløbene. Af alle aktive cykelryttere er han den, der har båret den gule førertrøje i Tour de France i flest dage (pr. 2008).
I Tour de France 2012 vandt Voeckler 11. og 16. etape og før sidste etape fører han bjergkonkurrencen.

## Meritter
2003
Sammenlagt og to etapesejre i Luxembourg Rundt
Classic Loire Atlantique
Etapesejer i Tour de l'Avenir
2004
 Fransk mester på landevej
18. plads sammenlagt, Tour de France
Maillot jaune  (5.-14. etape)
Maillot blanc  (5.-18. etape)
A travers le Morbihan
Etapesejer i Route du Sud
2005
Etapesejer i Dunkirk 4-dagers
2006
Paris-Bourges
Etapesejer Baskerland rundt
Sammenlagt og etapesejer Route du Sud
2007
Bjergkonkurrencen i Paris–Nice
Tour du Poitou Charentes et de la Vienne
GP Ouest-France
2008
Sammenlagt Circuit de la Sarthe
Sammenlagt Grand Prix de Plumelec-Morbihan
2009
Sammenlagt Étoile de Bessèges
Sammenlagt og etapesejer Tour du Haut Var
Trophée des Grimpeurs
5. etape i Tour de France.
2010
 Fransk mester på landevei
15. etape i Tour de France.
Grand Prix Cycliste de Québec
2011
Etapesejer i Tour Méditerranéen
Sammenlagt Tour du Haut Var
To etapesejre i Paris–Nice
Cholet – Pays De Loire
Etapesejer i Giro del Trentino
Sammenlagt og etapesejer i Dunkirk 4-dagers
4. plads sammenlagt, Tour de France
Gule trøje  (9.-18. etape)
2012
Brabantse Pijl
10. etape i Tour de France.
16. etape i Tour de France.